# Nemilany (železniční zastávka)
Nemilany jsou železniční zastávka a automatické hradlo v Olomouci v Olomouckém kraji. Je součástí elektrizované jednokolejné železniční trati Nezamyslice–Olomouc, na které byl zahájen provoz v roce 1870. Zastávka v Nemilanech ale vznikla až o deset let později. V letech 2030–2031 je plánováno zdvojkolejnění trati v úseku Olomouc-Nové Sady – Kraličky, ve kterém Nemilany leží. Zastávka leží konkrétně mezi stanicemi Blatec a Olomouc hlavní nádraží. Zastávku v jízdním řádu pro rok 2025 obsluhují pravidelné osobní vlaky Českých drah na lince M1 ve směru Olomouc hl. n. (a Velké Losiny či Kouty nad Desnou) nebo  Nezamyslice. Zastávkou pouze projíždějí rychlíky na lince R12, která v dvouhodinovém taktu (dle JŘ pro rok 2024) spojuje Šumperk a Brno.

## Historie
Žádost o zřízení zastávky podaly tři okolní obce: Nemilany, Kyselov a Slavonín. Přidaly se k nim dva cihlářské podniky, které provozovaly cihelny v okolí. Žádosti bylo vyhověno a 15. října 1881 byla v km 96,6 otevřena zastávka s manipulační kolejí. Jízdenky se původně prodávaly ve strážním domku. V roce 1888 pak byla postavena i hrázděná budova čekárny s pokladnou, kterou obsluhoval strážník trati. Roku 1941 se plánovala přestavba zastávky a výstavba nové budovy, tyto plány ale nikdy nebyly realizovány. Na přelomu čtyřicátých a padesátých let 20. století byla zrušena nakládková kolej.
Na podzim 2003 byla budova zastávky stržena, neboť byla v havarijním stavu. Nahradil ji prosklený přístřešek.

## Popis
Zastávka je zařazena do Integrovaného dopravního systému Olomouckého kraje. Je zde jedno nástupiště o délce 130 metrů s nástupní hranou ve výšce 550 mm nad temenem kolejnice, což znamená, že je bezbariérově přístupné. V letech 2020–2022 došlo k významné opravě, která zahrnovala opravu osvětlení, přístřešku a již zmíněný bezbariérový přístup. Na místě není možné zakoupit jízdenku a k odbavení cestujících dochází ve vlaku.

## Poloha
Zastávka leží v olomoucké městské části Nemilany. Přístup na ni je především z ulice Česká čtvrť. Jižní část nástupiště překračuje silniční most (ulice Lidická), ze kterého vede na nástupiště schodiště. Nedaleko stojí Kruhová cihelna, která je zapsána na seznam kulturních památek.

### Přestupní vazby
Asi 350 m od železniční zastávky se nachází autobusová zastávka Slavonín, Cihelna; kde zastavuje městská autobusová linka 17.

## Galerie

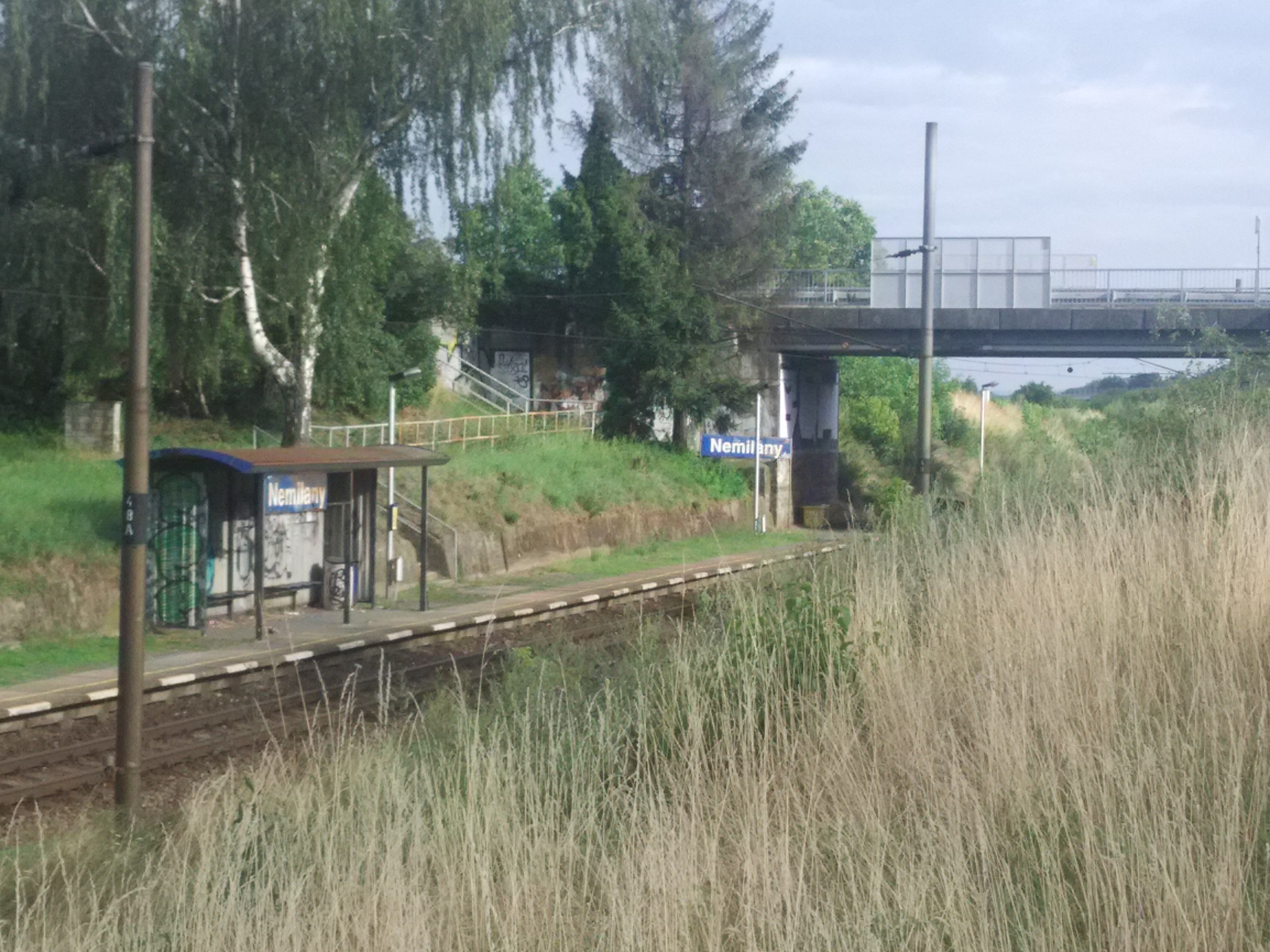
Zastávka v červenci 2018
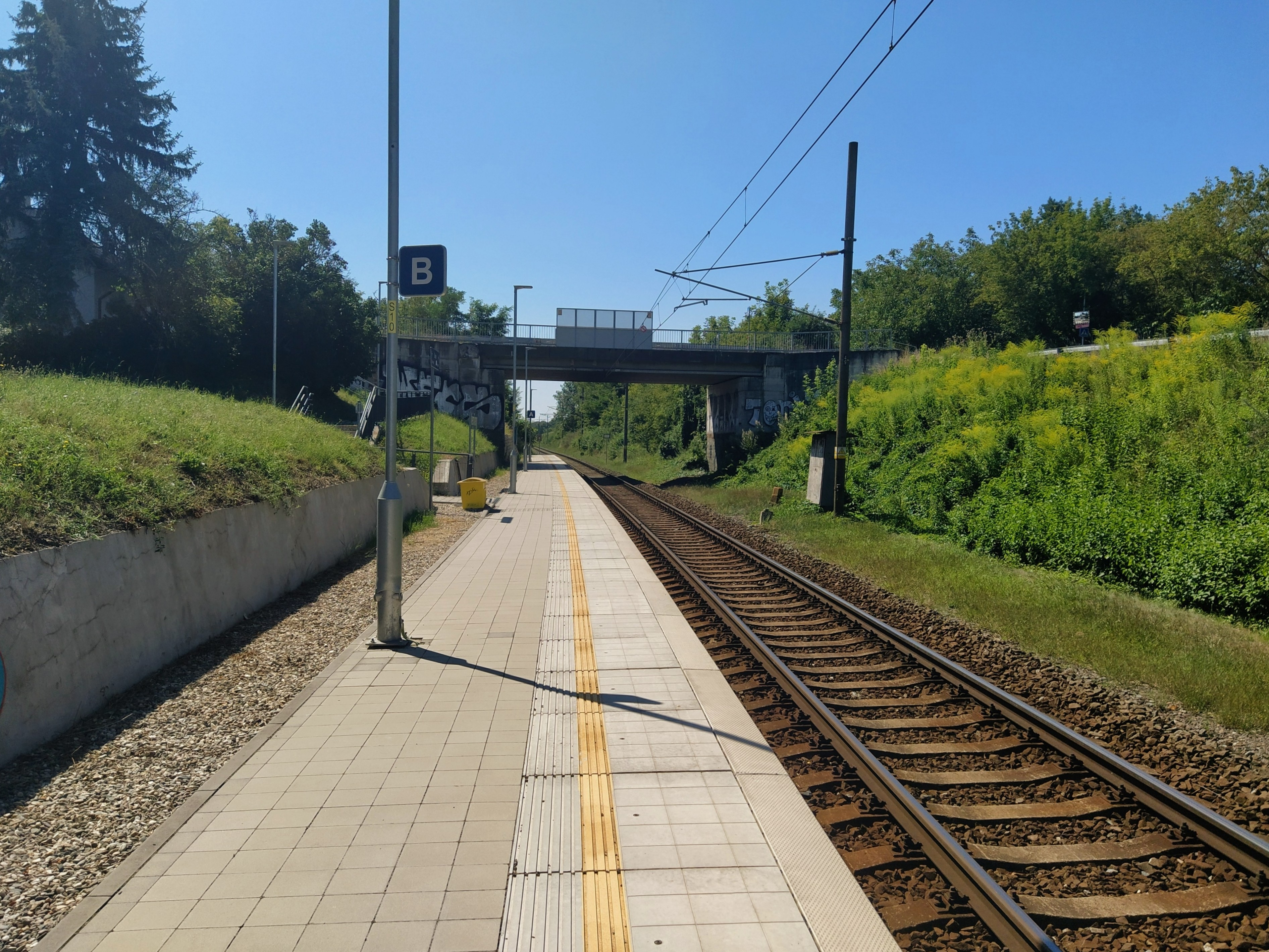
Pohled na nástupiště se silničním mostem, který jej překlenuje
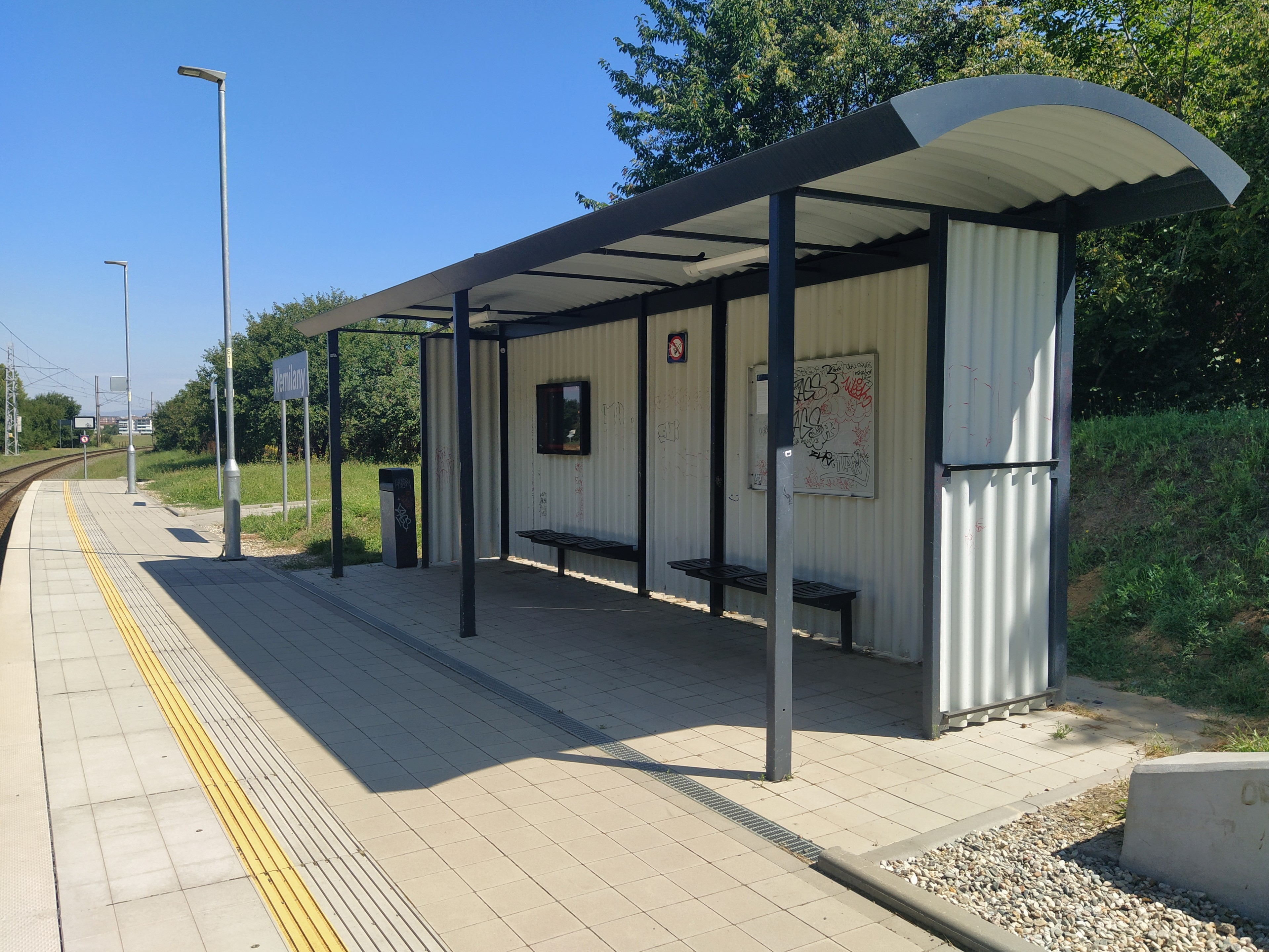
Přístřešek pro cestující
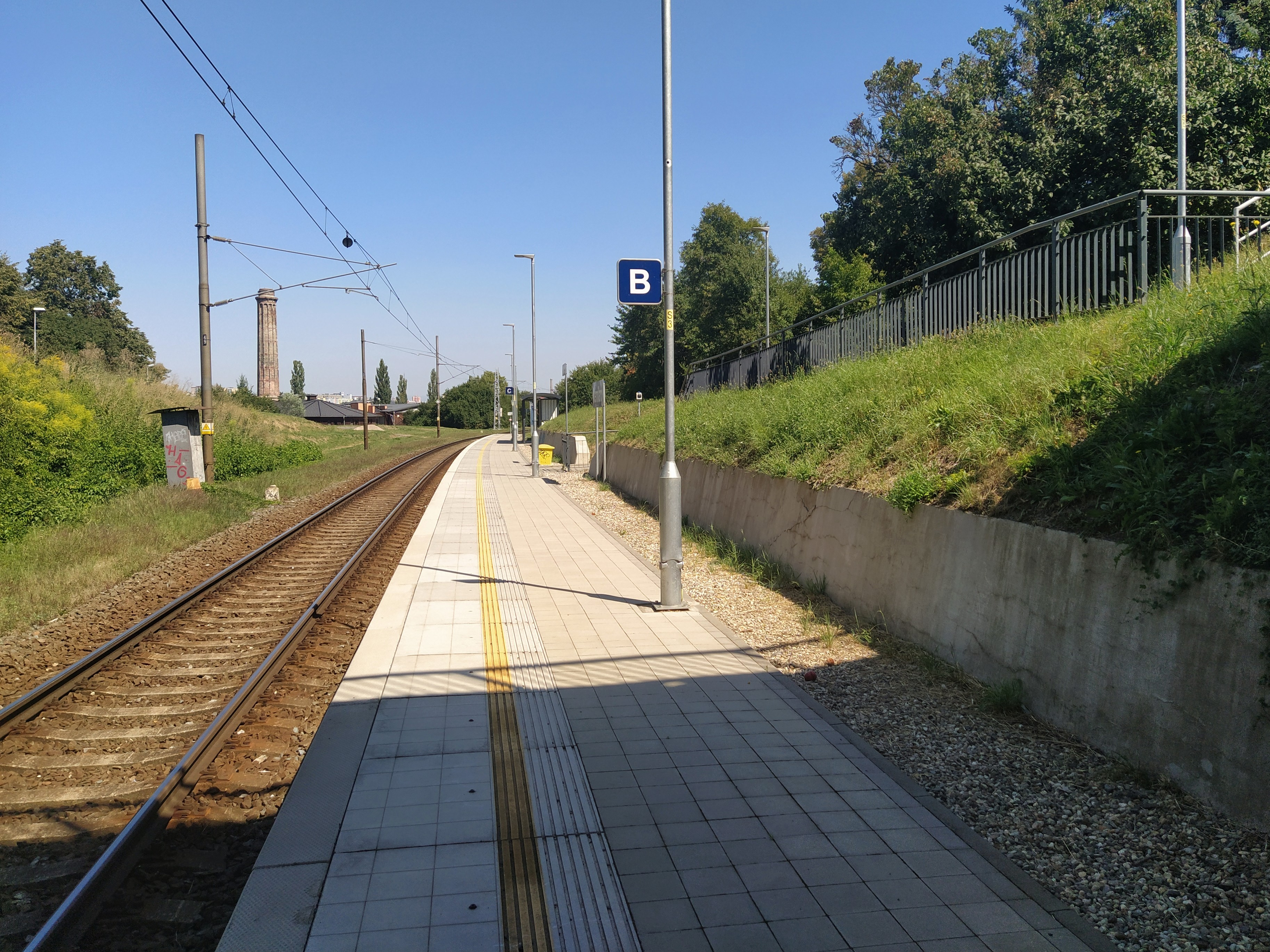
Pohled ze nástupiště
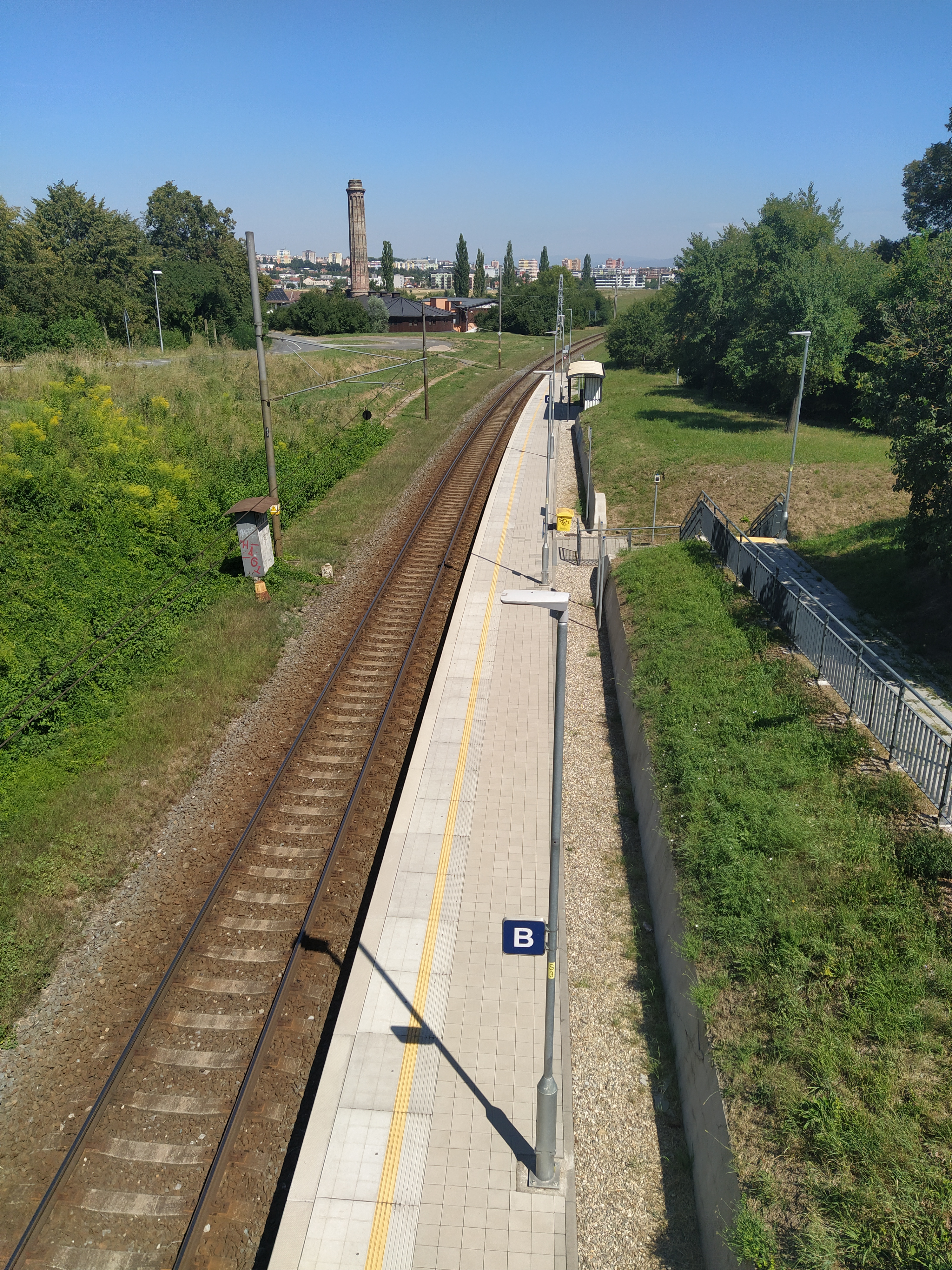
Pohled na zastávku z mostu v Lidické ulici
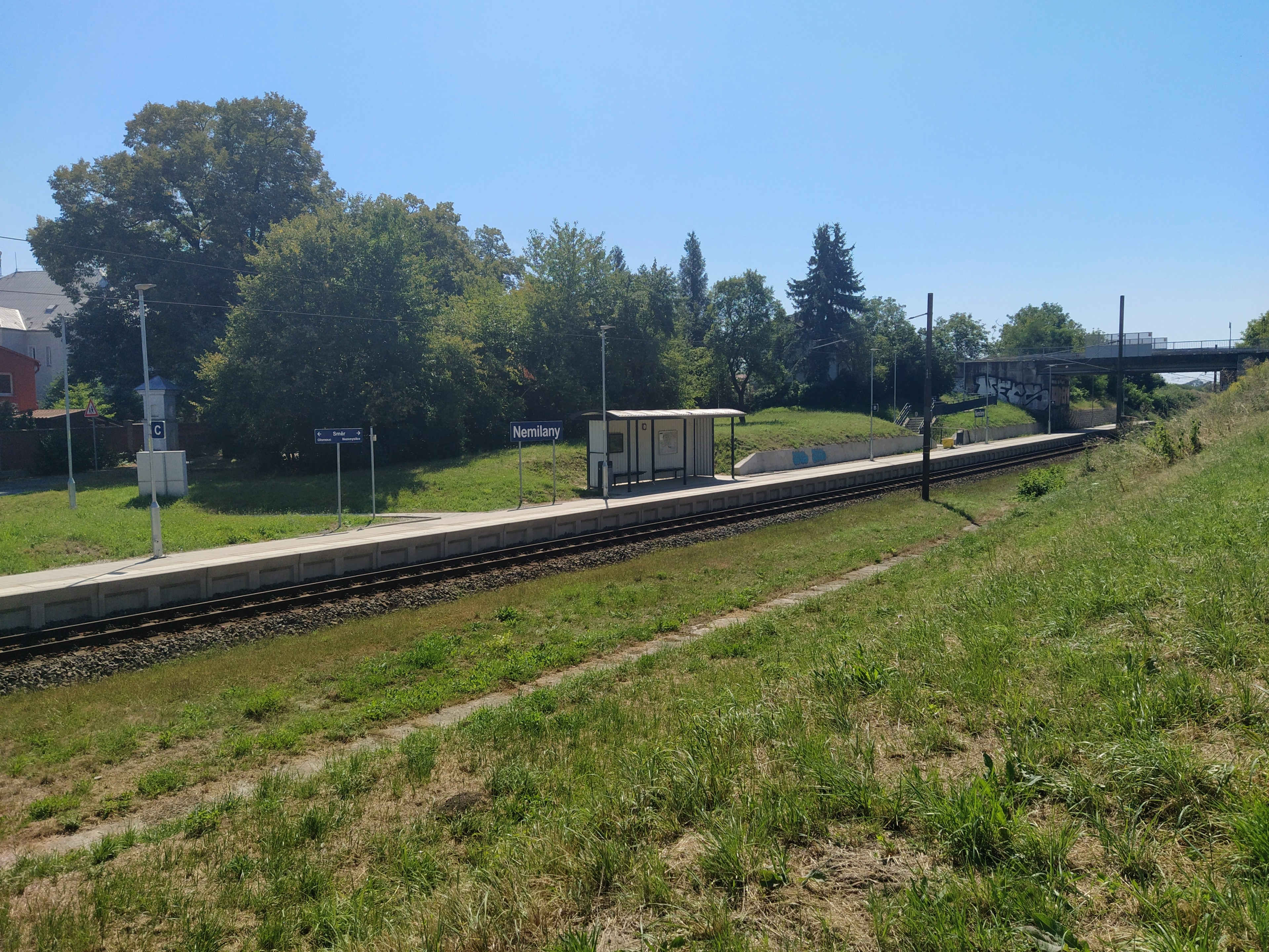
Zastávka z protější strany trati od Slavonína